# بوم‌شناسی سامانه‌ها

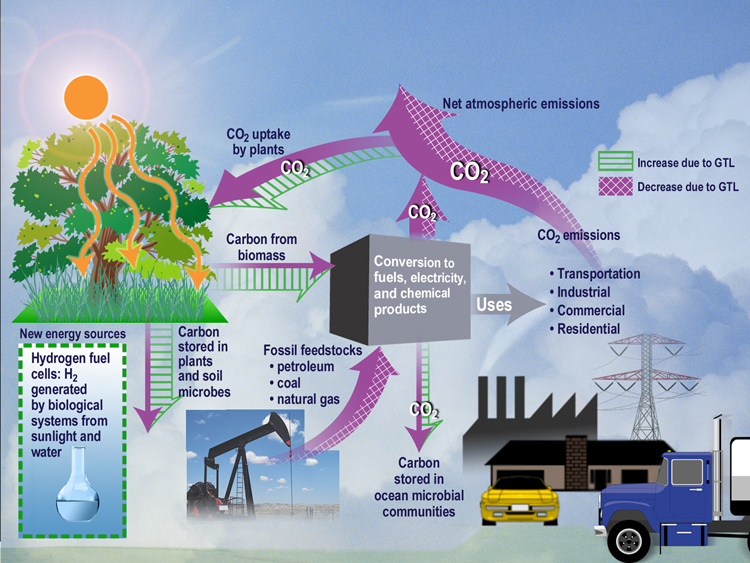
تجزیه‌وتحلیل بوم‌شناختی CO_{2} در یک اکوسیستم

بوم‌شناسی سامانه‌ها یا بوم‌شناسی سیستم‌ها (به انگلیسی: Systems ecology) یک دانش رشته میان‌رشته‌ای از اکولوژی است، زیرمجموعه‌ای از دانش سیستم زمین، که رویکردی کل‌نگر به مطالعه سامانه‌های بوم‌شناختی، به‌ویژه اکوسیستم‌ها دارد. بوم‌شناسی سامانه‌ها را می‌توان به عنوان کاربرد نظریه سامانه‌های عمومی در بوم‌شناسی دید. محور رویکرد بوم‌شناسی سامانه‌ها این ایده است که یک بوم‌سازگان یک سامانه پیچیده است که ویژگی‌های نوظهور را نشان می‌دهد. بوم‌شناسی سامانه‌ها بر برهم‌کنش‌ها و تراکنش‌های درون سامانه‌های زیست‌شناختی و بوم‌شناختی تمرکز می‌کند؛ به ویژه به شیوه اثرگذاری بر کارکرد بوم‌سازگان‌ها توسط مداخله‌های انسان توجه دارد، از مفاهیم ترمودینامیک استفاده می‌کند و گسترش می‌دهد و دیگر توضیحات ماکروسکوپی سامانه‌های پیچیده را توسعه می‌دهد.

## بررسی کوتاه
بوم‌شناسی سامانه‌ها به دنبال دیدگاهی جامع از واکنش‌ها و تراکنش‌های درون سامانه‌های زیست‌شناختی و بوم‌شناختی است. بوم‌شناسان سامانه‌ها متوجه شده‌اند که کارکرد هر اکوسیستمی، می‌تواند تحت تأثیر اقتصاد انسان به روش‌های اساسی باشد؛ بنابراین، آن‌ها یک گام فرارشته‌ای اضافی را با گنجاندن اقتصاد در توجه به سامانه‌های اکولوژیکی-اقتصادی برداشته‌اند. به قول RL Kitching:
- بوم‌شناسی سامانه‌ها را می‌توان به عنوان رویکردی برای مطالعه بوم‌شناسی جانداران با استفاده از تکنیک‌ها و فلسفه تحلیل سامانه‌ها تعریف کرد: یعنی روش‌ها و ابزارهایی که عمدتاً در مهندسی برای مطالعه، توصیف و پیش‌بینی در مورد جانداران پیچیده گسترش یافته‌اند.
- در هر مطالعه‌ای از یک سامانه بوم‌شناسی، یک روش اولیه ضروری ترسیم نموداری از سامانه مورد نظر است… نمودارها مرزهای سیستم را با یک خط ثابت نشان می‌دهند. در این مرزها، مجموعه‌ای از مؤلفه‌ها جدا شده‌اند که برای نمایش بخشی از جهان که تحلیلگر سیستم به آن علاقه دارد، انتخاب شده‌اند. اگر هیچ ارتباطی در سراسر مرزهای سیستم با محیط‌های سیستم‌های پیرامونی وجود نداشته باشد، سیستم‌ها به عنوان بسته توصیف می‌شوند. با این حال، کار بوم‌شناختی تقریباً انحصاری با سیستم‌های باز سروکار دارد.

به عنوان یک روش تحقیق علمی، یکی از ویژگی‌های اصلی ابوم‌شناسی سامانه‌ها، کاربرد کلی اصول انرژی در همه سیستم‌ها در هر مقیاسی است. شاید برجسته‌ترین طرفدار این دیدگاه هوارد تی. اودم بود - که گاهی پدر بوم‌شناسی بوم‌سازگان به‌شمار می‌رود. در این رویکرد، اصول اکوسیستم را اصول انرژی تشکیل می‌دهند. استدلال با قیاس رسمی از یک سیستم به سیستم دیگر، به بوم‌شناس سامانه‌ها این توانایی را می‌بخشد تا اصولی را ببیند که به شیوه‌ای مشابه در سراسر مرزهای مقیاس سیستم عمل می‌کنند. اودوم معمولاً از زبان سیستم‌های انرژی به عنوان ابزاری برای ساخت نمودارهای سامانه‌ها و نمودارهای جریان استفاده می‌کند.
چهارمین مورد این اصول، اصل حداکثر بهره‌وری توان، در تجزیه و تحلیل و سنتز سامانه‌های بوم‌شناختی نقش اساسی دارد. اصل چهارم نشان می‌دهد که سودمندترین عملکرد سیستم از نظر تکاملی، زمانی رخ می‌دهد که بار محیطی با مقاومت داخلی سامانه هماهنگی داشته باشد. هر چه بار محیطی از سازگاری با مقاومت درونی بیشتر باشد، سامانه از حالت پایدار خود دورتر می‌شود؛ بنابراین بوم‌شناس سیستم‌ها در مهندسی بوم‌شناختی، همانند مهندس الکترونیک، درگیر وظیفه هماهنگی مقاومت و امپدانس می‌شود.

## زمینه‌های مرتبط نزدیک

### اکولوژی ژرف‌نگر
اکولوژی عمیق یک ایدئولوژی است که زیربنای متافیزیکی آن عمیقاً با علم اکولوژی مرتبط است. این اصطلاح توسط آرنه ناس، فیلسوف نروژی، محقق گاندی و فعال محیط‌زیست ابداع شد. او استدلال می‌کند که رویکرد غالب به مدیریت زیست‌محیطی است انسان محورانه، و این که محیط‌زیست طبیعی نه تنها «پیچیده‌تر از ما تصور کنید، آن پیچیده‌تر از ما می‌توانید تصور کنید.» ناس در سال ۱۹۷۳ در یک کنفرانس محیطی در بوداپست اکولوژی عمیق را فرموله کرد.
جوآنا میسی، جان سید و دیگران تز ناس را به شاخه‌ای تبدیل کردند که آن‌ها اکولوژی عمیق تجربی نامیدند. انگیزه تلاش‌های آن‌ها نیازی بود که آن‌ها برای توسعه «خودبوم‌شناسی» درک می‌کردند، که نفس انسان را به عنوان بخشی یک‌پارچه از یک سیستم زنده می‌بیند که فرد را در بر می‌گیرد. آنها به دنبال فراتررفتن از نوع دوستی با منافع شخصی عمیق‌تر بر اساس برابری زیست‌کره فراتر از شوونیسم انسانی بودند.

### مهندسی و مدیریت سیستم‌های زمین
مهندسی و مدیریت سیستم‌های زمین (ESEM) رشته‌ای است که برای تجزیه و تحلیل، طراحی، مهندسی و مدیریت سیستم‌های محیطی پیچیده استفاده می‌شود. این شامل طیف گسترده‌ای از زمینه‌های موضوعی از جمله انسان‌شناسی، مهندسی، علوم محیطی، اخلاق و فلسفه است. در هسته خود، ESEM به دنبال «طراحی و مدیریت منطقی سیستم‌های انسانی-طبیعی همراه با روشی کاملاً یکپارچه و اخلاقی» است.

### اقتصاد اکولوژیک
اقتصاد اکولوژیک یک زمینه فرارشته‌ای از پژوهش‌های دانشگاهی است که به وابستگی متقابل پویا و فضایی بین اقتصادهای انسانی و اکوسیستم‌های طبیعی می‌پردازد. اقتصاد بوم‌شناختی رشته‌های مختلف را در علوم طبیعی و اجتماعی، اما به‌ویژه بین این حوزه‌های وسیع، گردهم می‌آورد و به هم متصل می‌کند. همان‌طور که از نام آن پیداست، این رشته متشکل از محققانی است که پیشینه‌ای در زمینه اقتصاد و بوم‌شناسی دارند. یکی از انگیزه‌های مهم برای ظهور اقتصاد بوم‌شناختی، انتقاد از مفروضات و رویکردهای سنتی (جریان اصلی) اقتصاد محیطی و منابع بوده‌است.

### انرژی‌های زیست‌محیطی
انرژی زیست‌محیطی، مطالعه کمی جریان انرژی از طریق سیستم‌های اکولوژیکی است. هدف آن کشف اصولی است که تمایل چنین جریان‌های انرژی را از طریق سطوح تغذیه‌ای یا «مفید انرژی» شبکه‌های اکولوژیکی توصیف می‌کنند. در بوم‌شناسی سیستم‌ها، اصول جریان‌های انرژی اکوسیستم یا «قوانین اکوسیستم» (یعنی اصول انرژی‌های اکولوژیکی) به‌طور رسمی مشابه با اصول انرژی در نظر گرفته می‌شوند.

### علوم انسانی زیست‌محیطی
هدف علوم انسانی بوم‌شناختی، پل زدن شکاف بین علوم و علوم انسانی و بین راه‌های غربی، شرقی و بومی شناخت طبیعت است. مانند نظریه سیاسی بوم‌مرکزی، علوم انسانی بوم‌شناختی با هستی‌شناسی ارتباط و تعهد به دو اصل اساسی مربوط به نیاز به تسلیم‌شدن در برابر قوانین بوم‌شناختی و دیدن بشریت به عنوان بخشی از یک سیستم زنده بزرگ‌تر مشخص می‌شود.

### اکولوژی اکوسیستم
اکولوژی اکوسیستم مطالعه یکپارچه اجزای زیستی و غیرزیستی اکوسیستم‌ها و تعاملات آنها در چارچوب اکوسیستم است. این علم نحوه عملکرد اکوسیستم‌ها را بررسی می‌کند و آن را با اجزای آن‌ها مانند مواد شیمیایی، سنگ بستر، خاک، گیاهان و حیوانات مرتبط می‌کند. اکولوژی اکوسیستم ساختار فیزیکی و بیولوژیکی را بررسی می‌کند و چگونگی تعامل این ویژگی‌های اکوسیستم را بررسی می‌کند.
رابطه بین اکولوژی سیستم‌ها و بوم‌شناسی اکوسیستم پیچیده‌است. بسیاری از اکولوژی سیستم‌ها را می‌توان زیرمجموعه‌ای از اکولوژی اکوسیستم در نظر گرفت. بوم‌شناسی اکوسیستم هم‌چنین از روش‌هایی استفاده می‌کند که ارتباط چندانی با رویکرد کل‌نگر اکولوژی سیستم‌ها ندارند. با این حال، بوم‌شناسی سیستم‌ها به‌طور فعال‌تر تأثیرات خارجی مانند اقتصاد را که معمولاً خارج از مرزهای بوم‌شناسی اکوسیستم قرار دارند، در نظر می‌گیرد. در حالی‌که بوم‌شناسی اکوسیستم را می‌توان به عنوان مطالعه علمی اکوسیستم‌ها تعریف کرد، اکولوژی سیستم‌ها، بیشتر رویکردی خاص برای مطالعه سیستم‌های اکولوژیکی و پدیده‌هایی است که با این سیستم‌ها در تعامل هستند.

### بوم‌شناسی صنعتی
بوم‌شناسی صنعتی مطالعه فرآیندهای صنعتی به‌عنوان سیستم‌های خطی (حلقه باز) است که در آن سرمایه‌گذاری‌های منابع و سرمایه از طریق سیستم برای تبدیل‌شدن به ضایعات، به یک سیستم حلقه بسته که در آن زباله‌ها به ورودی‌های فرآیندهای جدید تبدیل می‌شوند، حرکت می‌کنند.